# Théâtre d'opéra spatial
 (décembre 2023).
La mise en forme du texte ne suit pas les recommandations de Wikipédia : il faut le « wikifier ».
Les points d'amélioration suivants sont les cas les plus fréquents. Le détail des points à revoir est peut-être précisé sur la page de discussion.
- Les titres sont pré-formatés par le logiciel. Ils ne sont ni en capitales, ni en gras.
- Le texte ne doit pas être écrit en capitales (les noms de famille non plus), ni en gras, ni en italique, ni en « petit »…
- Le gras n'est utilisé que pour surligner le titre de l'article dans l'introduction, une seule fois.
- L'italique est rarement utilisé : mots en langue étrangère, titres d'œuvres, noms de bateaux, etc.
- Les citations ne sont pas en italique mais en corps de texte normal. Elles sont entourées par des guillemets français : « et ».
- Les listes à puces sont à éviter, des paragraphes rédigés étant largement préférés. Les tableaux sont à réserver à la présentation de données structurées (résultats, etc.).
- Les appels de note de bas de page (petits chiffres en exposant, introduits par l'outil «  Source ») sont à placer entre la fin de phrase et le point final[comme ça].
- Les liens internes (vers d'autres articles de Wikipédia) sont à choisir avec parcimonie. Créez des liens vers des articles approfondissant le sujet. Les termes génériques sans rapport avec le sujet sont à éviter, ainsi que les répétitions de liens vers un même terme.
- Les liens externes sont à placer uniquement dans une section « Liens externes », à la fin de l'article. Ces liens sont à choisir avec parcimonie suivant les règles définies. Si un lien sert de source à l'article, son insertion dans le texte est à faire par les notes de bas de page.
- La présentation des références doit suivre les conventions bibliographiques. Il est recommandé d'utiliser les modèles {{Ouvrage}}, {{Chapitre}}, {{Article}}, {{Lien web}} et/ou {{Bibliographie}}. Le mode d'édition visuel peut mettre en forme automatiquement les références.
- Insérer une infobox (cadre d'informations à droite) n'est pas obligatoire pour parachever la mise en page.

Pour une aide détaillée, merci de consulter Aide:Wikification.
Si vous pensez que ces points ont été résolus, vous pouvez retirer ce bandeau et améliorer la mise en forme d'un autre article.
Théâtre d'opéra spatial est une image créée par la plateforme d'intelligence artificielle générative Midjourney, à partir d'une invite de texte de Jason Michael Allen. L'image a fait débat en remportant le concours des beaux-arts de la Colorado State Fair le 5 septembre 2022, devenant ainsi l'une des premières images générées par l'IA à remporter un tel prix,.

## Réactions
La victoire du Théâtre d'opéra spatial au concours « arts numériques/photographie manipulée numériquement » de la Colorado State Fair a provoqué une réaction violente de la part d'artistes qui ont accusé Allen de tricherie. Ce dernier a répondu: "Je ne vais pas m'en excuser. J'ai gagné et je n'ai enfreint aucune règle."
Les deux juges ne savaient pas que Midjourney, dont Allen avait révélé l'utilisation, utilisait l'intelligence artificielle pour générer des images. Ils ont déclaré plus tard que, même s'ils l'avaient su, ils auraient tout de même attribué le prix à Allen.
L'image, créée à l'aide d'une invite (un prompt) a été retouchée à l'aide de Gigapixel AI.

## Droit d'auteur
En septembre 2023, le Copyright Office des États-Unis a conclu que Théâtre d'opéra spatial n'était pas éligible à la protection du droit d'auteur en sont exclues « les œuvres produites par des non-humains ». Cette décision réaffirme les directives antérieures de l'Office en matière d'IA. Elle confirme également la jurisprudence Thaler v Comptroller-General of Patents, Designs and Trademarks qui a consacré le principe de création humaine bien qu'il ne soit pas inscrit dans la loi sur le droit d'auteur.

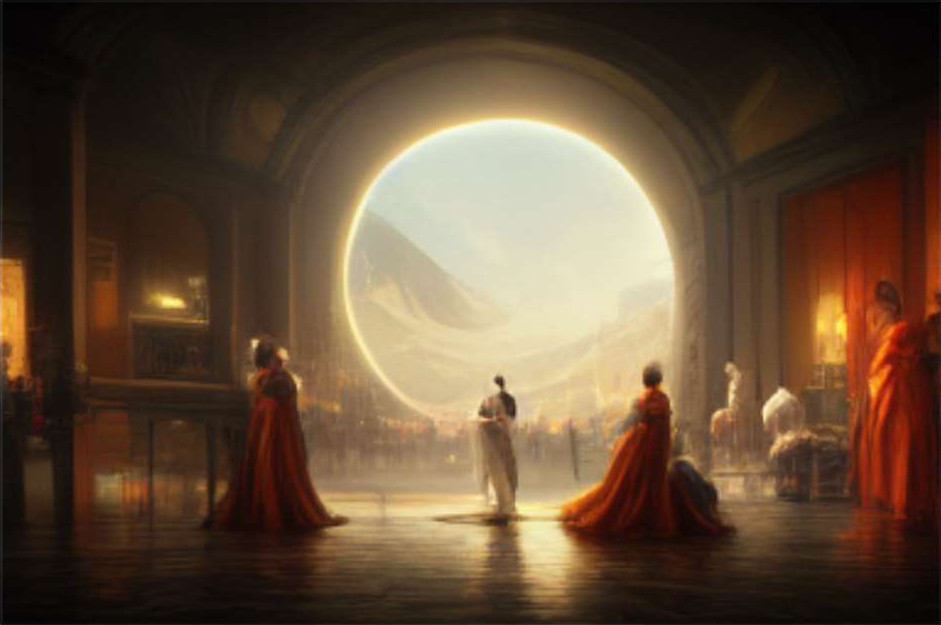
Une révision antérieure et moins détaillée de l'ouvrage.

Allen insiste sur le fait qu'il continuera d'essayer d'obtenir un enregistrement des droits d'auteur :
Allen était tenace dans sa tentative d'enregistrer son travail. Il a envoyé une explication écrite au Copyright Office détaillant tous ses efforts pour obtenir ce que Midjourney a créé ainsi que pour il avait modifié l'image brute, en utilisant Adobe Photoshop pour corriger les défauts et Gigapixel AI pour augmenter la taille et la résolution. Il a précisé que la création du tableau avait nécessité au moins 624 invites de texte différentes.